# SMS Sankt Georg (1903)
Броненосный крейсер «Санкт Георг» (нем. Sankt Georg) — боевой корабль австро-венгерского флота, построен в единственном экземпляре. Стал усовершенствованной версией крейсера «Кайзер Карл VI» и последним броненосным крейсером австро-венгерского флота.

## Конструкция
Увеличенный вариант крейсера «Кайзер Карл VI» с одной двухорудийной башней главного калибра. В 1916 году довооружён одной 66-мм зениткой.
В носовой башне были установлены два 240-мм орудия, в кормовой одно 190-мм.

## Служба
В время Первой мировой войны крейсер вёл бои у итальянских берегов. В 1917 году сыграл решающую роль в бою в Отранском проливе. После восстания матросов 1…3 февраля 1918 года исключен из боевого состава. С апреля 1918 года — штабной корабль в Каттаро. В 1920 году по условием мирного договора, передан Великобритании. Сдан на лом в Италии в 1920 году.